# Traisner Hütte
Die Traisner Hütte bzw. Traisnerhütte und Traisener Hütte ist eine Schutzhütte der Naturfreunde Österreich bei Lilienfeld. Sie befindet sich rund einen Kilometer südlich des Muckenkogelgipfels auf der Hinteralm und auf 1311 m Höhe.
Die Hütte liegt am Wanderweg 04A, 622 und ist Stützpunkt des Traisentaler Rundwanderweges 655.

## Geschichte
Die Schutzhütte wurde 1922 von den Naturfreunden Österreich errichtet. Vier Jahre später wurde sie linksseitig durch einen Anbau und 1928 rechtsseitig erweitert. Ab 1984 wurde die Traisnerhütte von Grund auf renoviert, unter anderem wurde dabei bei den Außenwänden die Eternitverkleidung entfernt und durch Zedernholz-Schindeln ersetzt.

## Zustiege und Übergänge
- von Lilienfeld mit dem Sessellift Muckenkogel, ab Bergstation 45 Min. zum Haus
- von Lilienfeld zu Fuß, 2½ Stunden
- Übergang Traisnerhütte-Reisalpenhaus, 3½ Stunden